# 1198
1198 (MCXCVIII) je bilo navadno leto, ki se je po julijanskem koledarju začelo na četrtek.

## Dogodki

### Slovenija
- 16. april - Umrlega avstrijskega vojvodo Friderika I., ki je umrl na poti nazaj iz križarskega pohoda, nasledi štajerski vojvoda in mlajši brat Leopold VI. Veličastni. Avstrija in Štajerska sta s tem ponovno združeni pod enotnim vladarjem.

### Evropa

#### Nemčija in Italija
- 8. januar - Po hudi bolezni umre papež Celestin III., ki je hotel abdicirati, vendar mu kardinalski zbor tegna ni pustil. Nasledi ga Inocenc III., 176. papež po seznamu.[1] Prištevamo ga med najpomembnejše papeže v zgodovini Cerkve.

- 1. februar - Umrlega grofa Nassaua Walrama I. nasledita sinova Robert IV. in Henrik II., ki skupaj vodita grofijo.
- 5. marec - Papež Inocenc III. potrdi veljavnost Križnikov, s polnim imenom: Red tevtonskih vitezov bolnišnice svete Marije Jeruzalemske[2].
- marec - Elektorji, podporniki hiše Hohenstaufen izvolijo za nemškega kralja švabskega vojvodo Filipa.
- maj - Sicilija: kronanje štiriletnega sicilskega kralja Friderika I.. Njegova mati in regentinja Konstanca Sicilska kraljeviča, ker je najverjetneje zelo bolna, preda v varstvo novega papeža Inocenca III.
- 12. junij - Elektorji, podporniki hiše Welf izvolijo za nemškega (proti?)kralja braunschweigovskega vojvodo Otona, ki mu neomajno podporo izkazuje njegov bratranec angleški kralj Rihard.
- 12. julij - Aachen: kronanje Otona Braunschweigovskega za kralja Nemčije. Kronanje izvrši kölnski nadškof Adolf iz Altene, kar je v skladu s tradicijo, toda pri kronanju uporabijo nepristne kraljeve regalije.
- avgust - Papež Inocenc III. pozove na četrto križarsko vojno. Organizacijo križarske odprave poveri italijanskemu markizu Bonifaciju Montferraškemu.
- 8. september - Mainz: kronanje Filipa Švabskega za kralja Nemčije. Kronanje izvrši mainški nadškof Konrad I. Wittelsbaški, kar je v nasprotju s tradicijo, čeprav uporabijo pristne regalije.↓
- → Ker hoče novi papež Inocenc III. oslabiti moč štaufovcev, prizna za novega nemškega kralja velfovca Otona Braunschweigovskega. Danim razmeram sledi državljanska vojna, ki v konflikt potegne še Anglijo na strani velfovcev in Francijo na strani štaufovcev.
- 27. november - Umre sicilska kraljica in regentinja Konstanca. Regentstvo nad kraljevino in varstvo nad sicilskim kraljevičem Friderikom I. ohrani papež Inocenc III.
- Zadnji izbruh vulkana Solfatara zahodno od Neaplja.

### Ostala Evropa
- maj - Normandija: nad skoraj končanim gradom Gaillard se izlije ploha krvavega dežja. Rihard temu izjemnemu naravnemu fenomenu ne pripisuje kakšenega pomena. Grad Gaillard, narejen po Rihardovih načrtih, velja za najbolj mogočno in dodelano utrdbo širom Evrope, ki je postala standard gradnje za ostale gradove.↓
- → Večina normandijskih baronov zamenja strani in se vrne k Rihardu. Filip II. poskusi z invazijo na Vexin, vendar ga flandrijska protiinvazija v grofiji Artois odvrne od poskusa. 1199 ↔
- 27. september - Bitka pri Gisorsu: po manjšem spopadu spravi angleška vojska Riharda Levjesrčnega v beg francosko vojsko Filipa II. Ko francoska vojska prečka most, ta pod težo popusti in Filip II. skoraj utone. Oba kralja skleneta začasno premirje, do konca leta si Rihard povrne skoraj vse anžuvinske posesti v Franciji, ki jih je izgubil leta ← 1193.
- Ob izpraznjeni državni blagajni angleški kralj Rihard razveljavi vse pečate in izda nove, ki jih je seveda treba ponovno kupiti.
- Irska: po smrti nominalnega zadnjega irskega nadkralja Roryja O'Connora postane naziv brezpredmeten. Nominalni irski kralj je sicer angleški princ Ivan, dejansko pa se na Irskem spopadajo staroselske žepne kraljevine med sabo in hkrati še s kambronormanskimi prišleki[3] iz valižanske Zahodne marke (West Marches).

### Azija

#### Bližnji vzhod
- julij - Jeruzalemski kralj Amalrik II. Lusignanski in sirski sultan Al-Adil I. skleneta petletno premirje. Al-Adil izkoristi premirje za vojno z Egiptom, da bi ponovno združil ajubidski imperij pod enim, njegovim vodstvom.
- Ustanovitev katoliškega Reda Svete Trojice. Glavno poslanstvo reda je osvoboditev krščanskih sužnjev iz lastništva muslimanov v času križarskih vojn.

#### Daljni vzhod
- Japonska: šogun Minamoto Joritomo prisili 18 letnega cesarja Go-Tobo da abdicira. Nasledi ga Tobov dvoletni sin Cutimikado, 83. japonski cesar po seznamu.

### Afrika
- 29. november - Egiptovski sultan Al-Aziz Osman se smrtno ponesreči na lovu. Prestol nasledi njegov sin Al-Mansur Muhammad, vendar ga zase še terja njegov stric Al-Adil I.
- 10. december - Marakeš: smrt andaluzijskega filozofa Ibn Rušda v izgnanstvu (lat. Averroes) pomeni konec arabske racionalistične filozofije (falsifa). Na njegovem pogrebu je prisoten andaluzijski mistik Ibn Arabi.

## Rojstva
- 24. avgust - Aleksander II., škotski kralj († 1249)

Neznan datum
- Beatrika Švabska, princesa, rimsko-nemška cesarica († 1212)
- Ertugrul, poglavar plemena Kai oguzijskih Turkov, oče Osmana I. († 1281)
- Koun Edžo, japonski zen budistični menih († 1280)
- Marija Francoska, vojvodinja Brabanta († 1238)
- Rajmond Berengar IV., provansalski grof († 1245)
- Sibila Lusignanska, ciprska latinska princesa, armenska kraljica († 1230)
- Tameie Fudživara, japonski pesnik († 1275)

## Smrti
- 8. januar - papež Celestin III. (* 1106)
- 14. januar - Odon iz Novare, italijanski menih, svetnik (* 1100)
- 1. februar - Valram I., nemški plemič, grof Nassaua (* 1146)
- 11. marec - Marija Francoska, princesa, grofica Šampanje (* 1145)
- 16. april - Friderik I., avstrijski vojvoda (* 1175)
- 5. maj - Sofija Minska, danska kraljica žena (* 1141)
- 1. september - Dulca Aragonska, princesa, portugalska kraljica (* 1160)
- 27. november:
  - Konstanca Sicilska, sicilska kraljica, rimsko-nemška cesarica, regentinja (* 1153)
  - Abraham ben David, francoski judovski učenjak (* 1125)
- 29. november - Al-Aziz Osman, egiptovski sultan (* 1171)
- 10. december - Ibn Rušd (Averroes), arabski filozof (* 1126)

Neznan datum
- Alicija Francoska, princesa, hči kralja Ludvika VII. in Eleanore Akvitanske (* 1150)
- Konstantin II. iz Torresa, sardinski kralj Logudora
- Rory O'Connor, kralj Connachta, zadnji irski nadkralj (* 1116)
- Tibors, okcitanska trubadurka (* 1130)
- Vilijem III., sicilski kralj (* 1190)
- Vilijem iz Newburgha, angleški zgodovinar (* 1135)